# Rudolf Albert Koechlin
Rudolf Albert Koechlin (* 15. Dezember 1859 in Zell im Wiesental; † 24. Januar 1927 in Basel) war ein Schweizer Bankier und Unternehmer. Er spielte eine bedeutende Rolle bei der Basler Handelsbank und engagierte sich für die Elektrifizierung in ganz Europa.

## Jugendjahre in Basel
Rudolf Albert Koechlin wuchs in einer wohlhabenden Unternehmerfamilie auf. Nach dem frühen Tod seiner Schwester blieb er Einzelkind. Er besuchte das Real-Gymnasium am Münsterplatz in Basel, wo er eine fundierte schulische Ausbildung erhielt.
Sein Vater, Jean Albert Koechlin, war ein Textilindustrieller mit internationalen Geschäftskontakten. Die Familie unternahm zahlreiche Reisen, insbesondere in den Mittelmeerraum. Eine Fahrt durch den Mont-Cenis-Tunnel, eine technische Innovation der Zeit, hinterliess einen bleibenden Eindruck.

## Lehrzeit und Wanderjahre
Nach der Matura absolvierte Koechlin eine kaufmännische Ausbildung bei der Bank Oswald Frères & Cie. in Basel. Anschliessend setzte er seine Ausbildung mit Stationen in Paris, London, Berlin und Wien fort, wo er wertvolle Einblicke in das internationale Bankwesen gewann und ein weitreichendes Netzwerk in der europäischen Finanzwelt aufbauen konnte.

## Elektrifizierungsprojekt in Paris
In den 1880er Jahren erkannte Koechlin das Potenzial der elektrischen Energie. 1888 bewarb er sich erfolgreich um eine Konzession für die Elektrifizierung des Pariser Stadtteils Clichy. Er gründete die «Société Anonyme d’Éclairage Électrique du Secteur de la Place Clichy» und realisierte zusammen mit der Basler Handelsbank sowie Siemens & Halske ein modernes Stromversorgungsnetz. Das Unternehmen erwies sich als wirtschaftlicher Erfolg, und die Aktionäre erhielten über die Jahre steigende Dividenden.

## Heirat und Familie
1886 heiratete Rudolf Albert Koechlin Marie Elisabeth Hoffmann (1866–1931), die Schwester von Fritz Hoffmann-La Roche, dem Gründer des Pharmaunternehmens Roche. Die Ehe verband ihn mit einer einflussreichen Unternehmerfamilie und stärkte sein Netzwerk in der Schweizer Wirtschaft. Das Paar hatte mehrere Kinder und führte ein gesellschaftlich angesehenes Leben in Basel. Später spielte er eine Schlüsselrolle bei der finanziellen Stabilisierung von Roche, als das Unternehmen in wirtschaftliche Schwierigkeiten geriet. Dank seines Engagements konnte Roche die Krise überstehen und weiter expandieren. Er unterstützte die Einführung neuer Technologien im pharmazeutischen Bereich und förderte die internationale Expansion von Roche, wodurch das Unternehmen einen wichtigen Platz im globalen Markt einnahm.

## Basler Handelsbank
1893 trat Koechlin in die Direktion der Basler Handelsbank ein. Unter seiner Führung expandierte die Bank international und engagierte sich verstärkt in der Industriefinanzierung. Koechlin war an verschiedenen Fusionen beteiligt und trug massgeblich zur Professionalisierung des Bankensektors in der Schweiz bei.
Sein strategischer Weitblick führte zur Diversifikation der Bankgeschäfte. 1894 gründete er die Transportbank in Basel, die den internationalen Handel erleichterte und Investitionen in die Infrastruktur finanzierte. Zudem setzte er sich für die Expansion in die aufstrebende Elektroindustrie ein.

## Schweizerische Gesellschaft für elektrische Industrie (Indelec)
Zusammen mit Wilhelm von Siemens gründete Koechlin 1896 die «Schweizerische Gesellschaft für elektrische Industrie» (Indelec). Das Unternehmen investierte in zahlreiche Elektrifizierungsprojekte in Europa und Russland und gehörte bis zum Ersten Weltkrieg zu den führenden Investmentbanken für elektrische Infrastruktur. Insbesondere der Bau grosser Kraftwerke wurde in zahlreichen Ländern vorangetrieben.

## Verwaltungsrat und Präsident der Basler Handelsbank
Als Verwaltungsrat (1898–1927) der Basler Handelsbank setzte sich Koechlin für die geplante Fusion mit dem Schweizerischen Bankverein ein, um die Wettbewerbsfähigkeit der Bank zu stärken.
Auch bei der Gründung der Vereinigung Schweizerischer Banken und Bankiers, welche die Interessen der Schweizer Finanzbranche koordinierte, spielte Koechlin eine führende Rolle. Schliesslich initiierte er die Erweiterung des Hauptsitzes der Bank und war massgeblich an der Schaffung einer Pensionskasse beteiligt, um die finanzielle Absicherung der Bankangestellten im Alter und auch eine Mitarbeiterbindung zu gewährleisten.
Während seiner Amtszeit als Verwaltungsratspräsident der Basler Handelsbank (1914–1927) stand Koechlin vor bedeutenden Herausforderungen, insbesondere während der Kriegsjahre. Neben der Stabilisierung der Bank infolge der finanziellen Turbulenzen beteiligte er sich mit der Handelsbank auch an der Ausgabe von Kassa-Scheinen des Bundes für die Lebensmittelversorgung. Eine seiner herausragenden Leistungen war die finanzielle Rettung der F. Hoffmann-La Roche & Co., die sich in wirtschaftlichen Schwierigkeiten befand. Durch die Umwandlung in eine Aktiengesellschaft konnte die Bank das Unternehmen unterstützen und dessen Fortbestand sichern.